# 克拉斯諾斯塔夫 (沃倫州)
50°53′41″N 24°28′31″E / 50.89472°N 24.47528°E
克拉斯諾斯塔夫（烏克蘭語：Красностав），是烏克蘭西北部的村莊，隸屬沃倫州的沃洛德米爾區。該村始建於1670年，面積2.22平方公里，海拔高度203米，2018年人口371，人口密度每平方公里233.2人。